# Crenopanimerus lucens
Crenopanimerus lucens är en tvåvingeart som beskrevs av Vaillant 1983. Crenopanimerus lucens ingår i släktet Crenopanimerus och familjen fjärilsmyggor.
Artens utbredningsområde är Tennessee. Inga underarter finns listade i Catalogue of Life.